# Nadvirna
Nadvirna (em ucraniano:  Надві́рна, em polonês/polaco:  Nadwórna, em iídiche:  נאַדוואָרנאַ, Nadvorna) é uma cidade da Ucrânia, situada no Oblast de Ivano-Frankivsk. Tem 25,53 km² de área e sua população em 2020 foi estimada em 22.522 habitantes.